# Zöldre van a rácsos kapu festve
A Zöldre van a rácsos kapu festve egy csárdás. Szerzője ismeretlen. Rátkay László: Bársony uram című 3 felvonásos népszínművében hangzott el a Népszínházban 1887. december 26-án. A darab zenéjét Erkel Elek állította össze.
Feldolgozás:
| Szerző        | Mire          | Mű                    |
| ------------- | ------------- | --------------------- |
| Farkas Ferenc | ének, zongora | 50 csárdás, 11. kotta |

## Kotta és dallam
Zöldre van a, zöldre van a rácsos kapu festve.

Vártam a rózsámra minden este,

nem győztem már a rózsámra várni,

be kellett a, be kellett a rácsos kaput zárni.

## Felvételek
- Zöldre van a rácsos kapu festve. Talabér Erzsébet  YouTube (2009. november 6.)  (Hozzáférés: 2016. április 18.) (audió, fényképsorozat) csárdás
- Zöldre van a rácsos kapu festve. YouTube (2011. december 26.)  (Hozzáférés: 2016. április 18.) (audió) 1:00-ig. rock